# Mazatlán Fútbol Club
O Mazatlán Fútbol Club, mais conhecido como Mazatlán FC, é um clube de futebol mexicano. A equipe disputa a primeira divisão do Campeonato Mexicano pela primeira vez na temporada 2020/2021. Suas cores são roxo, preto e azul.

## História
A equipe surgiu do Monarcas Morelia, que foi o vencedor do Campeonato Mexicano em 2000 e a Superliga.
No dia 2 de junho de 2020 a equipe mudou sua sede para o Pacífico Mexicano, na cidade portuária de Mazatlán, Sinaloa, e adotou o nome de Mazatlán FC.

## Elenco
Última atualização: 13 de janeiro de 2022.
Legenda
- : Capitão
- : Jogador contundido
- : Prata da casa (Jogador da base)

- As equipes mexicanas estão limitadas a ter no seu plantel o máximo de onze jogadores estrangeiros, além de fazer o caso da regra 9/9, que menciona que dos dezoito jogadores que podem participar da partida, pelo menos nove sejam mexicanos.